# Бухта Тихая (полярная станция)
Полярная станция в бухте Тихой — полярная станция на острове Гукера архипелага Земля Франца-Иосифа. Действовала с 1929 по 1960 годы. В 2015 г. комплекс строений полярной станции Бухта Тихая признан выявленным объектом культурного наследия Российской Федерации. Арктический музейно-выставочный центр работает над восстановлением инфраструктуры базы, для создания там туристического объекта и музейного комплекса.

## История

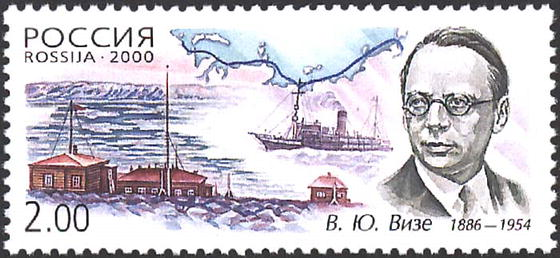
Полярная станция в бухте Тихой (слева) на почтовой марке России 2000 года из серии «Полярные исследователи», посвящённой В. Ю. Визе

Полярная станция в бухте Тихой организована под руководством О. Ю. Шмидта в 1929 г. как важнейшая точка на пути перспективных трансполярных перелётов. В то время это была самая северная полярная станция в мире. Большой политической задачей было закрепление территории Земли Франца-Иосифа за Советским Союзом. Первая группа зимовщиков состояла из семи человек, среди которых был ставший впоследствии широко известным радист Эрнст Кренкель. Для О. Ю. Шмидта данная экспедиция стала началом карьеры полярного исследователя. Предысторией сооружения станции была зимовка здесь полюсной экспедиции Георгия Седова в 1913—1914 гг. Научным руководителем экспедиции 1929—1930 годов на ледокольном пароходе «Георгий Седов», основавшей полярную станцию в бухте Тихой, был участник полюсной экспедиции Г. Я. Седова профессор В. Ю. Визе.
12 и 13 января 1930 года радиостанция советской полярной станции Бухта Тихая (радист Э. Т. Кренкель, механик М. С. Муров) провела на коротких волнах сверхдальнюю радиосвязь с расположенной практически антиподально американской антарктической экспедицией адмирала Бэрда, находившейся на барьере Росса близ Южного полюса. Сеансы проводились на волне длиной 40 м и длились 1,5 часа и 40 минут. Событие казалось столь невероятным, что о нём несколько дней не сообщали на Большую землю, полагая что это могла быть шутка норвежцев, чьи два судна вмёрзли в лёд неподалёку от Земли Франца-Иосифа. Вскоре радист Э. Т. Кренкель, прослушивая североамериканские вещательные станции, выяснил, что американская экспедиция в Антарктиде действительно существовует.
В июле 1931 г. остров Гукера посещала экспедиция на немецком дирижабле «Граф Цеппелин». Вторым радистом дирижабля был Э. Т. Кренкель. В бухте Тихой дирижабль приводнился, и произошел обмен почтой с ледоколом «Малыгин». На ледоколе этой операцией руководил И. Д. Папанин. 
В зимовку 1932—1933 гг. во время второго Международного полярного года под руководством И. Д. Папанина на станции развернулось масштабное строительство лабораторий и корпусов для научных наблюдений и организации быта полярников. Тогда же был построен ангар для самолетов — одно из самых известных зданий в высокоширотной Арктике. 
В 1936 г. в бухте Тихой базировались самолеты Водопьянова и Махоткина, основной задачей которых был поиск аэродрома подскока для высадки первой дрейфующей станции «Северный полюс». Место для такого аэродрома было обнаружено на острове Рудольфа, и там был оборудован аэродром.
В 1937 году полярная станция Бухта Тихая производила метеорологическое обслуживание экспедиции по высадке первой советской дрейфующей станции «Северный полюс» и трансполярных перелетов Чкалова, Громова и Леваневского. После Великой Отечественной войны станция принимала участие в научной программе Международного геофизического года. На станции проводились исследования по метеорологии, аэрологии, магнитологом, гидрологии, актинометрии, изучению ионосферы, прохождению радиоволн и другим научным направлениям.
В 1960 г. станцию закрыли и все исследования были перенесены на остров Хейса в обсерваторию имени Эрнста Кренкеля.

## Восстановление
В 2012 году станция Бухта Тихая стала сезонным стационаром национального парка «Русская Арктика». Началось восстановление станции.
С 2014 года в бухте Тихая сезонно, в периоды навигации, функционирует отделение Почты России (почтовый индекс 163110), считающееся самым северным отделением почтовой связи в мире.
В 2015 году комплекс объектов станции Бухта Тихая включен в перечень выявленных объектов культурного наследия Российской Федерации.
Летом 2018 г. в Бухту Тихую была направлена экспедиция Арктического музейно-выставочного центра для проведения реставрационных работ. За сезон были проделаны работы по расчистке находящегося там ангара от старой обшивки, укреплению каркаса и крыши. В конце лета 2018 г. НЭС «Михаил Сомов» завез генеральные грузы для продолжения реставрации в сезоне 2019 г. Проведение реставрации планируется в течение 3-х сезонов. На четвертый сезон — создание экспозиции, где разместится самолёт полярной авиации Ш-2, предметы по истории полярной станции и освоения архипелага Земля Франца-Иосифа. Центральной идеей музейного комплекса в ангаре станет история покорения Северного полюса и история советского этапа освоения Арктики.
В 2019 году сотрудниками национального парка «Русская Арктика», на базе станции, был открыт визит центр, для приёма туристов.
В 2020 году Арктическим музейно-выставочным центром планируется создание музейного комплекса на базе ангара станции.

## Галерея

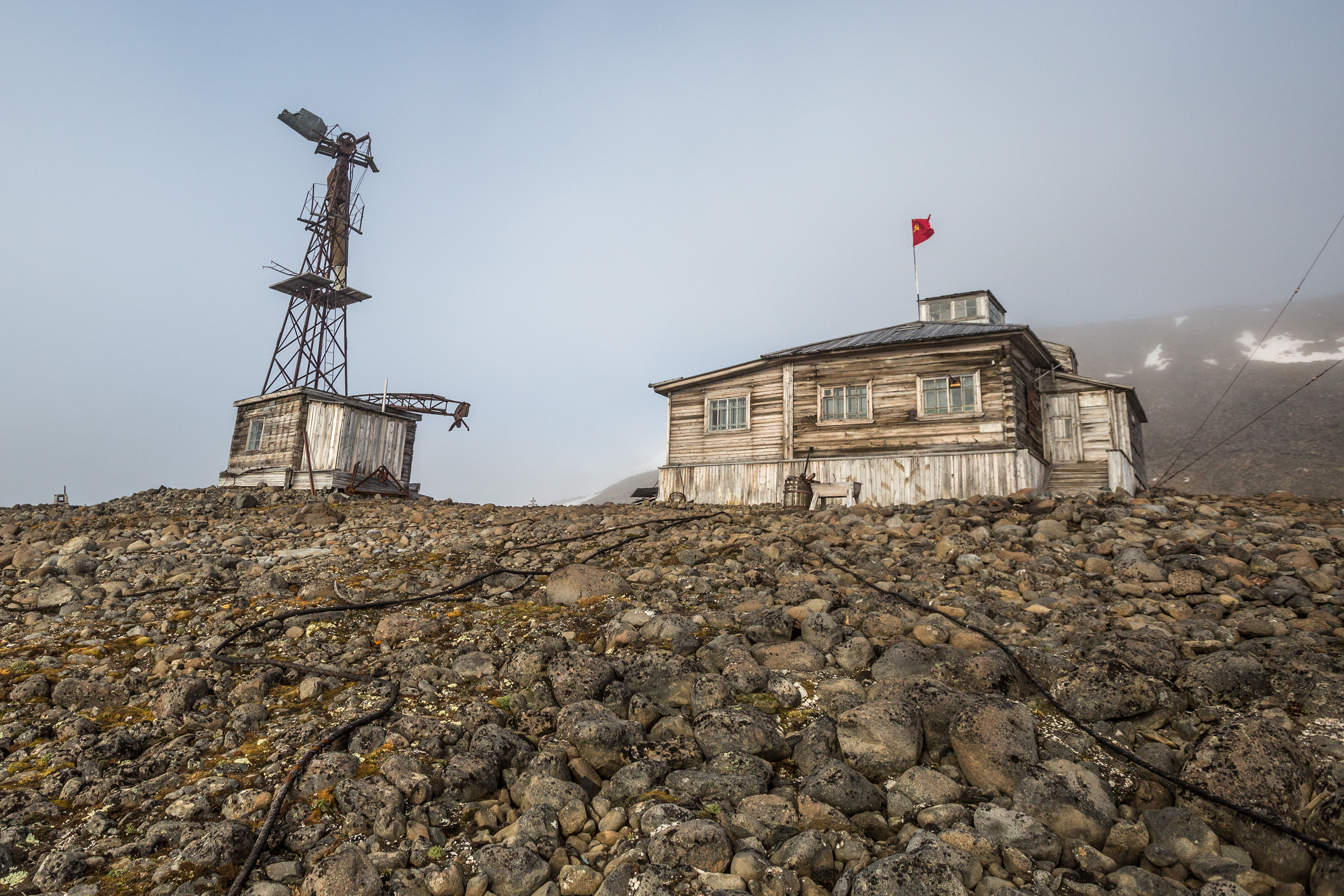
Строения времен СССР на территории полярной станции (2017)
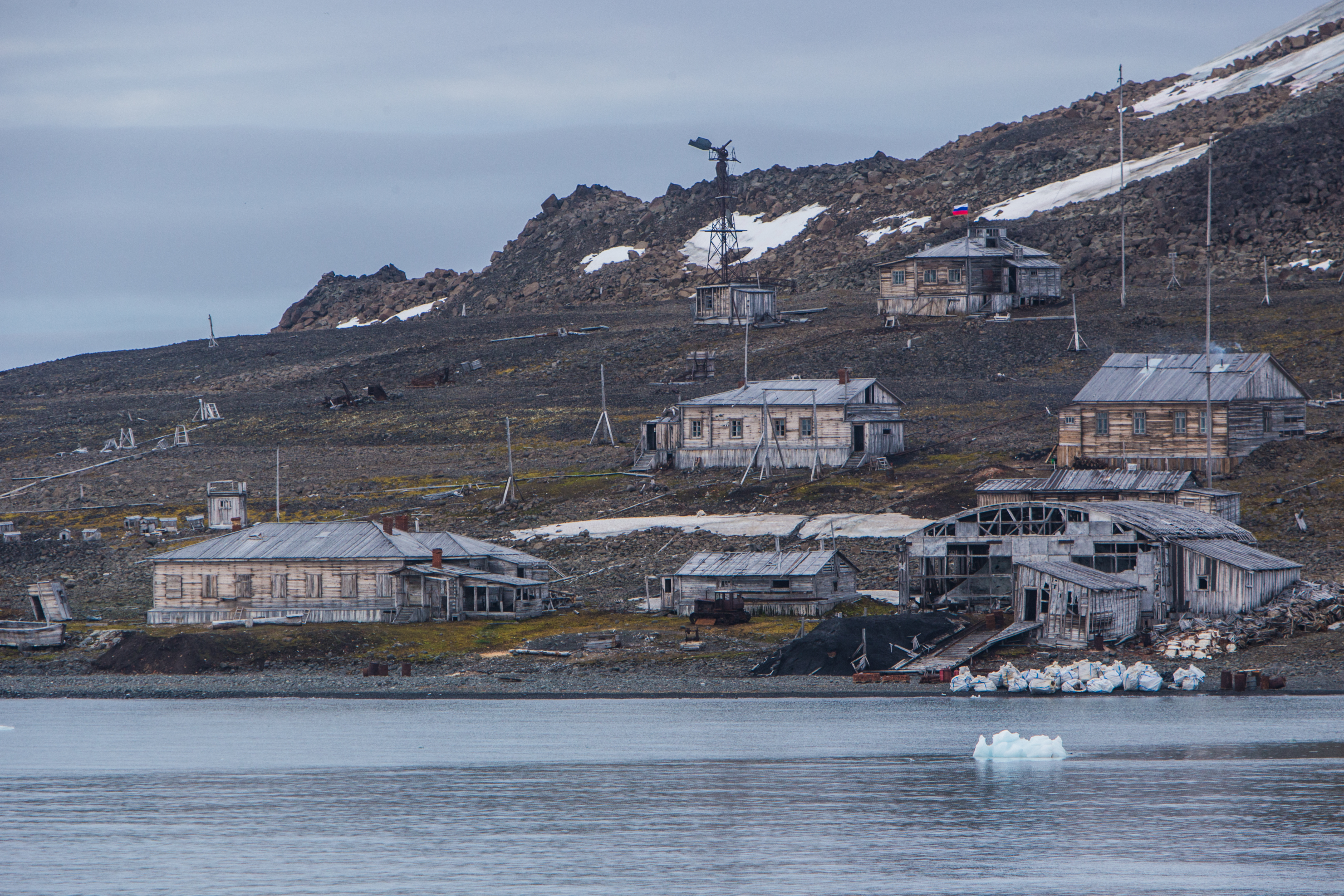
Полярная станция в бухте Тихой
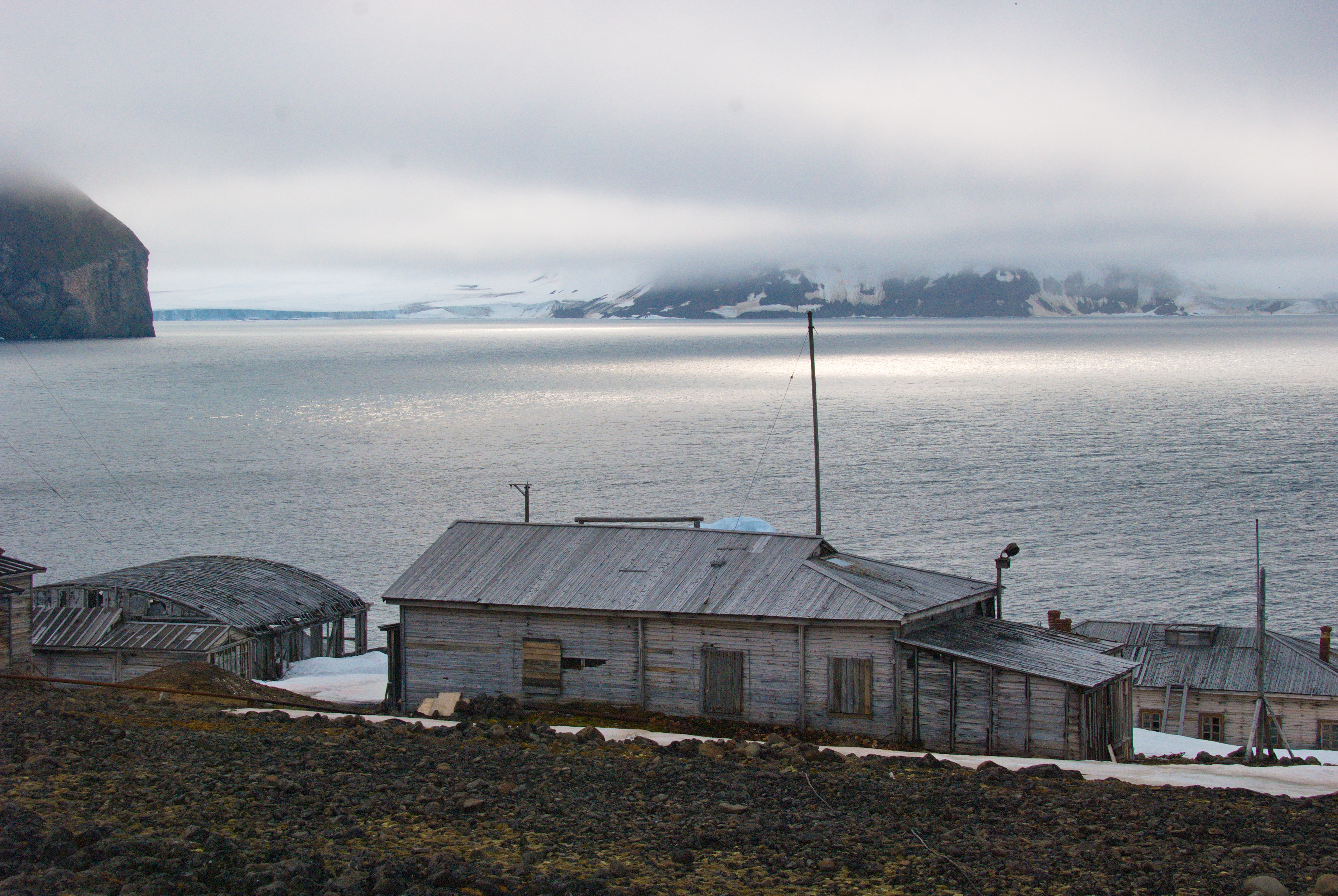
Вид на залив от полярной станции
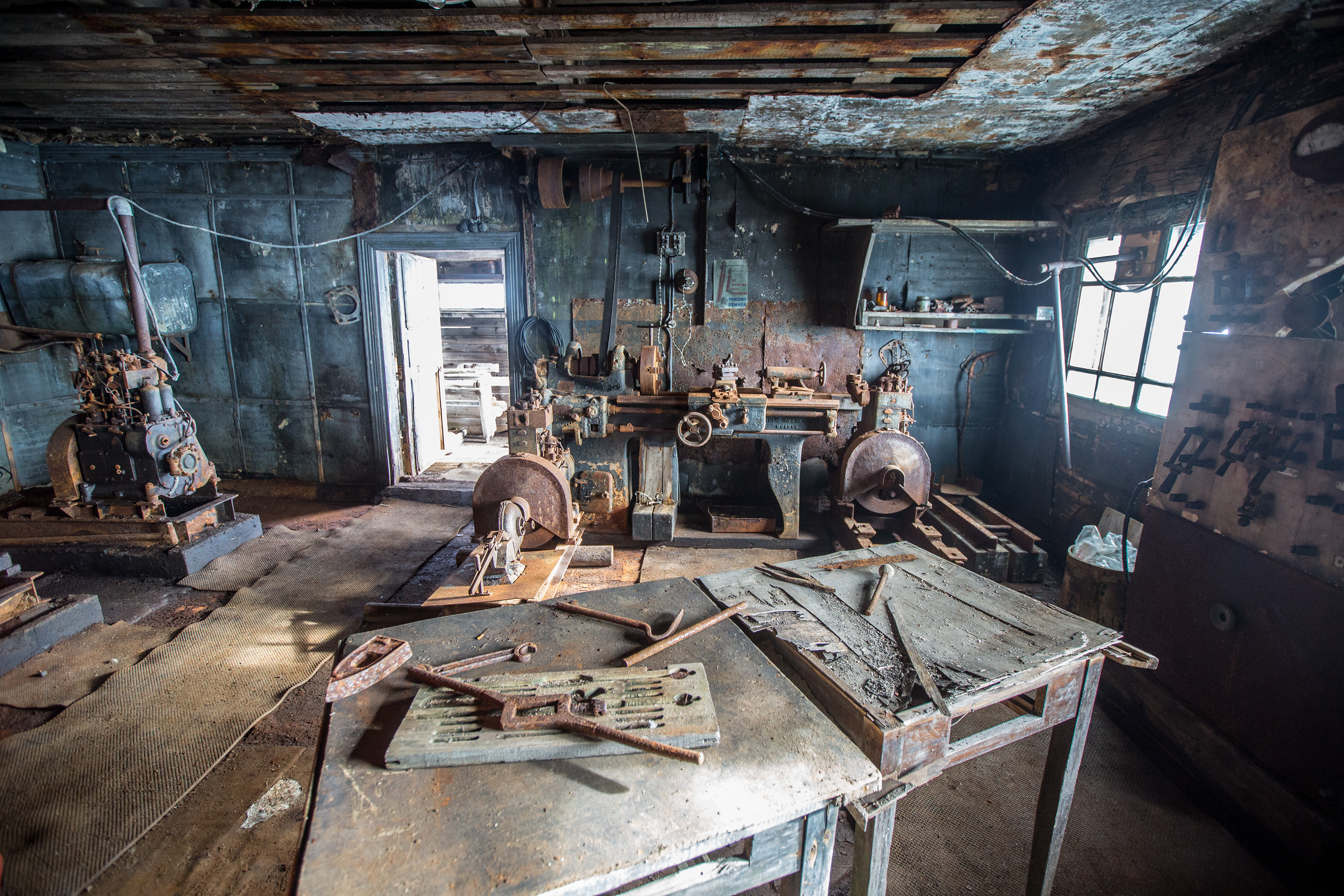
Внутри здания электростанции
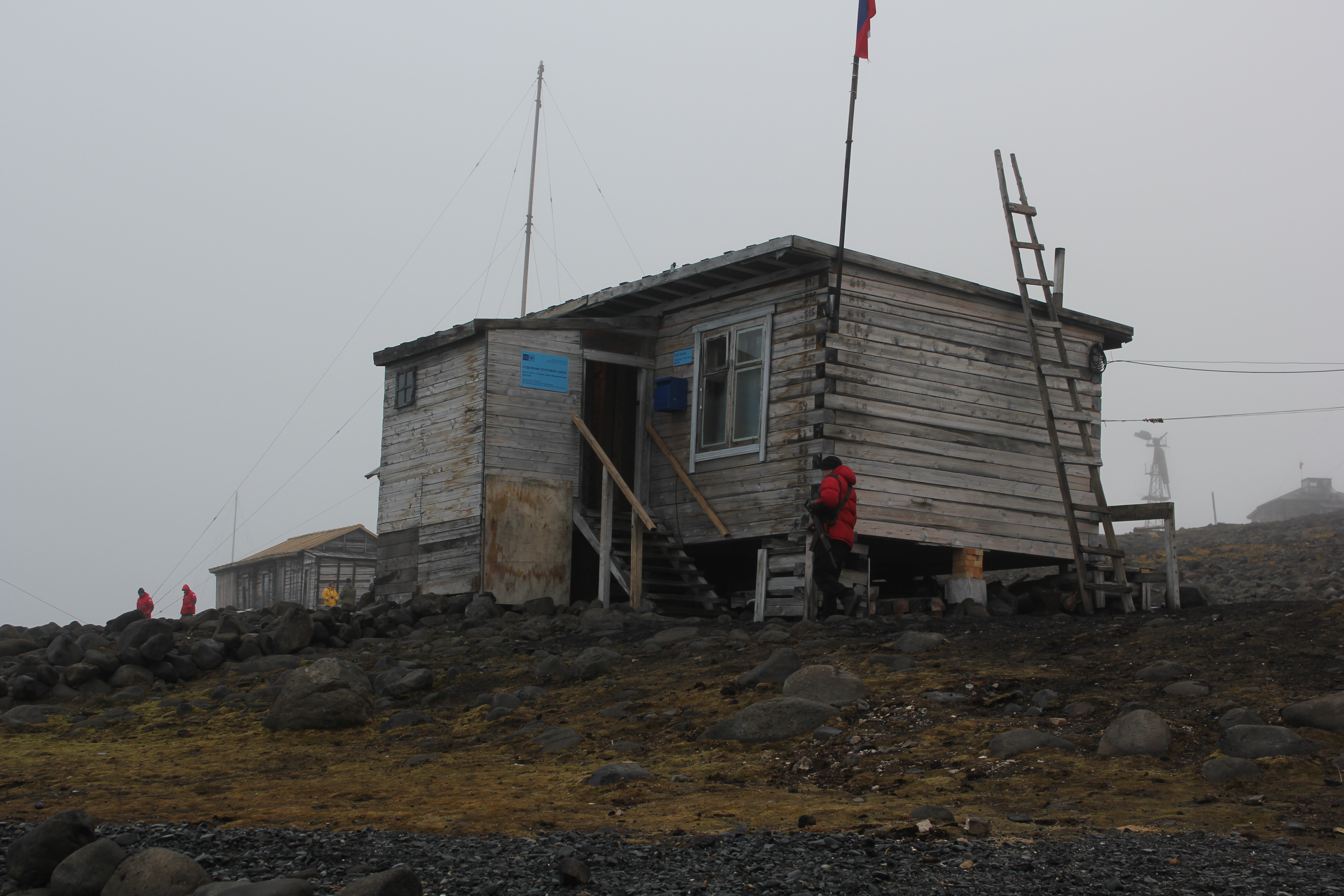
Отделение Почты России 163110 — самое северное в мире